# پیترو مگنی (بازیکن فوتبال)
پیترو مگنی (انگلیسی: Pietro Magni; ۲۰ مارس ۱۹۱۹ – ۲۴ سپتامبر ۱۹۹۲) بازیکن فوتبال اهل ایتالیا بود.
از باشگاه‌هایی که در آن بازی کرده‌است می‌توان به باشگاه فوتبال لچه، باشگاه فوتبال یوونتوس، باشگاه فوتبال سمپدوریا، باشگاه فوتبال چزنا، باشگاه فوتبال جنوآ، و باشگاه فوتبال وارزه اشاره کرد.